# サティヤヴァティー
サティヤヴァティー（梵: सत्यवती、IAST：Satyavatī）は、インドの叙事詩『マハーバーラタ』に登場する女性。アプサラスのアドリカーとチェーディ国のウパリチャラ王（ヴァスの一人）の娘。漁師の父に育てられたため、マツヤ・ガンディー（魚のにおいがするひと）と呼ばれた。『マハーバーラタ』の中心勢力であるパーンダヴァとカウラヴァの祖母にあたる。

## 概要
『マハーバーラタ』によると、アドリカーはブラフマー神の呪いによって魚の姿となり、ヤムナー河の水中にいたが、そこにウパリチャラ王の精液が落ち、それを飲み込んで身ごもった。後に漁師がこれを捕えて腹を開くと、胃に2人の男女の赤子がいたという。吉祥であると思った漁師が、このことをウパリチャラ王に知らせた。王は男子を養子としたが、女の子は漁師に与えた。漁師が育てると、彼女は美しく成長した。これがサティヤヴァティーである。しかしその生まれゆえに彼女の体からは魚の臭いが消えなかった。
サティヤヴァティーは父の仕事を手伝うため舟を漕いでいると、途中で出会わせた聖仙のパラーシャラに見初められた。「ここで抱かせてくれ、私に抱かれたとて乙女の身体のままでいられる。何でも望みを叶えてあげよう」という聖仙の言葉に、サティヤヴァティーは身体にしみついた魚の臭いをよい香りに変えてくれるよう頼んだ。サティヤヴァティーの望みは叶えられ、身体からはよい香りがたちこめた。彼女はすぐに妊娠し、ヤムナー河の小さい島で出産した。生まれた子はドゥヴァイパーヤナ（島）と名付けられた。また色が黒かったためクリシュナ（黒）とも名付けられた。のちにヴェーダを編成したためヴィヤーサ（編者）と呼ばれている。
ヴィヤーサは苦行に励み、サティヤヴァティーの望むときにいつでも現れると約束して、母のもとを去った。サティヤヴァティーの芳香は有名になり、ガンダヴァティー（芳香を持つ女）と呼ばれるようになった。またその芳香は1由旬（ヨージャナ）離れたところからも嗅ぐことができたため、ヨージャナーガンダーとも呼ばれた。
他方、クル王シャーンタヌはビーシュマを生んだ妃（実はガンジス河の女神ガンガー）が王宮を去った後、サティヤヴァティーを見初めて妃にしたいと考えた。しかし漁師たちが彼女の産んだ子供を次期クル王とすることを要求してきたのである。王は戸惑ったが、ビーシュマが父のために自ら王位を辞退し、さらに生涯独身を誓ったので、サティヤヴァティーを妃とすることができた。2人の間には2人の王子が誕生した。しかし王の死後、2人の王子は後継者を残すことなく世を去ったので、困ったサティヤヴァティーは、まずビーシュマに、王子ヴィチトラヴィーリヤの2人の寡婦との間に子をもうけてほしいと頼んだ。しかしビーシュマは過去の誓いによってこれを拒否した。次に彼女は前夫の子ヴィヤーサを呼んで同じことを頼んだ。その結果、ヴィヤーサは2人の寡婦にそれぞれ盲目の王子ドリタラーシュトラと蒼白の王子パーンドゥを授けたという。
後にパーンドゥが死んだとき、サティヤヴァティーはヴィヤーサから一族の滅亡を暗示され、世俗を捨てて暮らすよう勧められた。そこでアンビカー、アンバーリカーをともなって森に入り、苦行の末に肉体を捨てて天界に入った。